# 屠杏花
屠杏花（1913年—1989年），原名屠俊卿，生于浙江省嵊县江东村，越剧女演员，擅长小生。1931年秋，屠杏花前往上海，与男班小旦月月红、老生童正初等合作演出。1933年春，屠杏花与白玉梅等合作演出。1938年，参加“第一舞台”，与施银花合作演出。1953年，担任振奋越剧团团长。代表作有《盘夫索夫》《桑园访妻》《二度梅》《孟丽君》等。